# 雷蒂亚语
雷蒂亚语:184–190是一种在东阿尔卑斯山脉古雷蒂亚地区于前罗马时代和罗马时代使用的已灭绝语言。它的材料约有280份，从公元前5世纪直到公元前1世纪，横跨北意大利、德国南部、瑞士东部、斯洛文尼亚和奥地利西部，以古意大利字母两种变体书写。
注意不要将古雷蒂亚语和阿尔卑斯山同一区域的现代罗曼语族语言雷托-罗曼语混淆。

## 系属分类

第勒尼安语系系统树，据de Simone & Marchesini (2013)

在1998年，德国语言学家赫尔穆特·利克斯（Helmut Rix）假定当时3种未分类古语言属于他称为“第勒尼安语系”的语系。它可能受邻近印欧语的影响。同样地，罗伯特·比克斯（Robert Beekes）不认为它是印欧语。霍华德·海斯·斯卡拉德（Howard Hayes Scullard）(1967)则相反，认为它属于印欧语系，与伊利里亚语和凯尔特语族有关。:43不过，现在大多数学者认为雷蒂亚语在第勒尼安语系内与伊特拉斯坎语关系最密切。
利克斯的第勒尼安语系稍后得到许多语言学家支持，有斯特凡·舒马赫（Stefan Schumacher）、卡洛·德·西蒙（Carlo De Simone）、:3-58诺伯特·厄廷格（Norbert Oettinger）、:233–246西蒙那·马克西尼（Simona Marchesini）和雷克斯·华莱士（Rex E. Wallace）等。3种古语言的共同特征集中在词法学、音系和句法。另一方面，词汇对应很少，这一部分是因为雷蒂亚语和利姆尼亚语的记录本就很少，语系可能也分裂得很早。人们常将第勒尼安语系与古欧洲诸语言和南欧的前印欧语比较。

## 历史
据包可·范·德·摩尔（Bouke van der Meer），雷蒂亚语可能在约公元前900年或更早时候与伊特拉斯坎语分离，在不晚于公元前700年时，两种语言的差别已经可以由铭文观察到，如过去式的语态和男性的姓的词尾。从约公元前600年开始，雷蒂亚语可能受山南高卢扩张的影响被孤立于伊特拉斯坎语区之外，因此限制了两种语言间的交流。

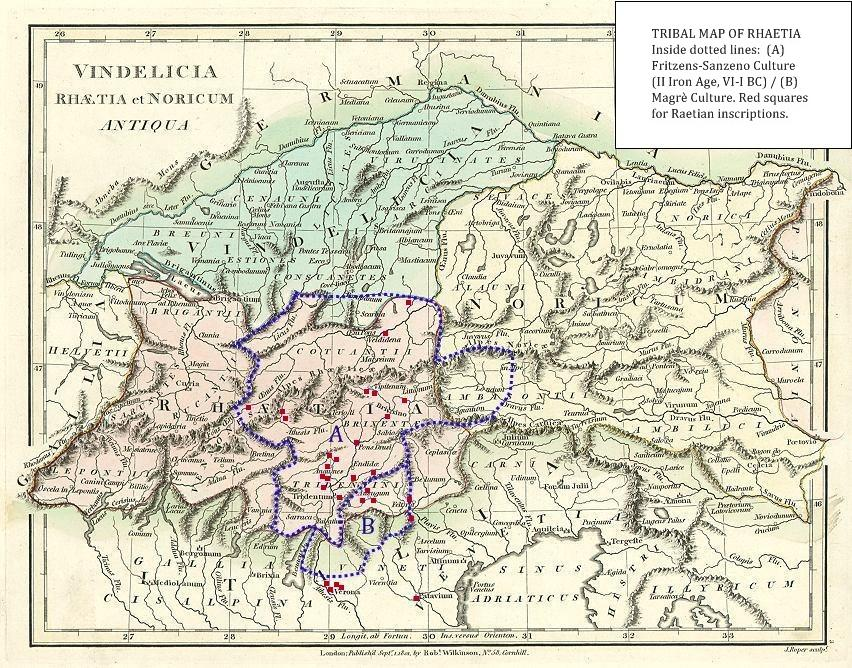
雷蒂亚文明和铭刻

在北意大利，雷蒂亚语的记录从公元前5世纪持续到公元前1世纪，共有约280份文本，区域大智能对应弗里茨-桑森诺文化和马格热文化。在罗马共和国的最后几个世纪中，雷蒂亚语很明确地处于伊特拉斯坎语的影响下，这一时期的雷蒂亚语铭文以伊特拉斯坎字母的北部变体书写。古罗马方的记载提到，雷蒂亚人据说是伊特拉斯坎人的后裔，所以当时肯定已经有不少伊特拉斯坎人在那里定居了。
老普林尼在他的《博物志》(公元1世纪)中关于阿尔卑斯人的记载写道：
...与这些人(诺里库姆)相邻的是雷蒂亚和文得里西人。所有的都分为数个国家。雷蒂亚人是被高卢驱逐的图斯坎族分支；他们的领袖叫雷厄托斯（Rhaetus）。
普林尼对Rhaetus的评论，对于古代族群的神话起源来说很典型。在雷蒂亚语文本中，常常能看到威尼托语女神“雷伊蒂亚”的名字，但这两个名字间似乎没有联系。铭文中一般写作Raet-，而罗马方记载则写作Rhaet-；不清楚这个Rh是表示送气R的，还是单纯的讹写。

## 流行文化
菲利克斯·兰道2017年的电影《冰人》中有经过改造的雷蒂亚语变体。

## 资料
- de Simone, Carlo; Marchesini, Simona. . Rome-Pisa: Fabrizio Serra Editore. 2013.
- Morandi, Alessandro. . Studia archaeologica (Rome: Bretschneider). 1999, 103.
- Prosdocimi, Aldo L. (2003-4). "Sulla formazione dell'alfabeto runico. Promessa di novità documentali forse decisive". Archivio per l'Alto Adige 97–98.427–440
- Rix, Helmut.  [Rhaetian & Etruscan]. Vorträge und kleinere Schriften. Innsbruck: Innsbrucker Beiträge zur Sprachwissenschaft: Institut für Sprachwissenschaft der Universität Innsbruck. 1998 （德语）. |number=被忽略 (帮助)
- Roncador, Rosa; Marchesini, Simona. . Rome: Scienze e Lettere. 2015.
- Schumacher, Stefan. . Der Schlern. 1998, 72 （德语）.:90–114
- Schumacher, Stefan. . . F. Marzatico Archaoalp. 1999.:334–369
- Schumacher, Stefan. . Sonderheft 2nd. Innsbruck: Innsbrucker Beiträge zur Kulturwissenschaft: Institut für Sprachwissenschaft der Universität Innsbruck. 2004 [1992]. |number=被忽略 (帮助)
- Scullard, HH. . Ithaca, NY: Cornell University Press. 1967.
- Van der Meer, L. Bouke. . Babesch. 2004, 79.:51–57

## 阅读更多
- A. Baruffi, Spirit of Rhaetia: The Call of the Holy Mountains (LiteraryJoint, Philadelphia, PA, 2020), ISBN 978-1-716-30027-1
- Salomon, Corinna. . Prensas de la Universidad de Zaragoza. 2017. ISBN 978-84-16935-03-1.
- Salomon, Corinna. . Palaeohispanica. Revista sobre lenguas y culturas de la Hispania Antigua. 2020, (20). ISSN 1578-5386. doi:10.36707/palaeohispanica.v0i20.380 .:263–298